# Zeromovimento
ZeroMovimento (anche chiamato ZeroMovimento Tour) è un tour del cantautore italiano Renato Zero, a supporto dell'album Il dono (2005). Si è svolto in 14 tappe, dal 10 febbraio al 4 aprile 2006, presso i maggiori palasport italiani, per un totale di 25 spettacoli. 
Il concerto, ripreso il 13 e 14 marzo al Forum di Assago di Milano, viene trasmesso in prima serata su Rai 1 il successivo 22 dicembre 2006, ottenendo un ascolto pari a 4.370.000 telespettatori e il 18,95% di share. 
Il medesimo live, con alcune varianti rispetto alla versione televisiva, è stato pubblicato su dvd nel 2017, nella collana ZeroCollection, edita da Tattica e Mondadori.  
Presenza fissa della tournée è la cantante Jasmine (figlia di Stefania Rotolo, grande amica di Zero), che duetta su Nell'angolo e si esibisce in solitaria con Dammi, brani entrambi scritti da Zero e contenuti nell'album da lui prodotto per l'artista emergente, Salutami Jasmine.   

## Date
Nelle 25 date (aumentate rispetto alle 13 inizialmente previste) si sono registrati 23 sold-out, per un totale approssimativo di circa 200.000 presenze.
| #  | Data             | Città       | Luogo                    | Ospite/i                       |
| -- | ---------------- | ----------- | ------------------------ | ------------------------------ |
| 1  | 10 febbraio 2006 | Montichiari | PalaGeorge               |                                |
| 2  | 16 febbraio 2006 | Genova      | Mazda Palace             |                                |
| 3  | 17 febbraio 2006 | Genova      | Mazda Palace             |                                |
| 4  | 19 febbraio 2006 | Torino      | Mazda Palace             |                                |
| 5  | 20 febbraio 2006 | Torino      | Mazda Palace             |                                |
| 6  | 23 febbraio 2006 | Perugia     | PalaEvangelisti          |                                |
| 7  | 24 febbraio 2006 | Perugia     | PalaEvangelisti          |                                |
| 8  | 27 febbraio 2006 | Roma        | PalaLottomatica          | Tosca                          |
| 9  | 28 febbraio 2006 | Roma        | PalaLottomatica          | Paola Turci                    |
| 10 | 2 marzo 2006     | Roma        | PalaLottomatica          | Mietta                         |
| 11 | 3 marzo 2006     | Roma        | PalaLottomatica          | Mariella Nava                  |
| 12 | 7 marzo 2006     | Padova      | Fiera (Arena Spettacoli) | Loredana Bertè                 |
| 13 | 8 marzo 2006     | Padova      | Fiera (Arena Spettacoli) | Loredana Bertè                 |
| 14 | 10 marzo 2006    | Firenze     | Nelson Mandela Forum     |                                |
| 15 | 11 marzo 2006    | Firenze     | Nelson Mandela Forum     |                                |
| 16 | 13 marzo 2006    | Milano      | Forum di Assago          | Ornella Vanoni                 |
| 17 | 14 marzo 2006    | Milano      | Forum di Assago          | Nicky Nicolai                  |
| 18 | 17 marzo 2006    | Bologna     | PalaMalaguti             | Rossana Casale, Gianni Morandi |
| 19 | 21 marzo 2006    | Pesaro      | BPA Palas                | Simona Bencini                 |
| 20 | 24 marzo 2006    | Andria      | Palasport                | Mariella Nava                  |
| 21 | 25 marzo 2006    | Andria      | Palasport                | Mariella Nava                  |
| 22 | 28 marzo 2006    | Caserta     | PalaMaggiò               | L'Aura                         |
| 23 | 31 marzo 2006    | Palermo     | Palasport                | Simona Bencini                 |
| 24 | 1º aprile 2006   | Palermo     | Palasport                | Simona Bencini                 |
| 25 | 4 aprile 2006    | Acireale    | Palasport                | Ron                            |

## Costumi
I costumi indossati in questo tour sono 10:
- Giacca lunga bianca con revers di paillettes argentate indossata su maglia bianca, pantalone bianco e scarpe bianche: costume usato per Il jolly, Guai, Mentre aspetto che ritorni, Voyeur, Magari;
- Maschera bianca e mantello bianco indossati su maglia bianca, pantalone bianco e scarpe bianche: costume usato per Fantasmi;
- Giacca blu scuro con revers di paillettes blu e argentate indossata su maglia nera, pantalone blu scuro e scarpe nere: costume usato per Motel, Un uomo da bruciare, A braccia aperte, L'esempio, Nell'angolo e Amico (nella tappa di Torino);
- Catene con blocchi al collo, polsi e caviglie indossate su maglia nera, pantalone blu scuro e scarpe nere: costume usato per Fortuna;
- Guanti bianchi di paillettes argentate e finto falco in mano indossati su maglia grigia lucida, pantalone bianco e scarpe bianche: costume usato per Immi ruah;
- Cappello e giacca mimetica (con all'interno biancheria intima femminile) con binocolo e fotocamera ricoperti di paillettes argentate indossati su maglia grigia lucida, pantalone bianco e scarpe bianche: costume usato per Fermoposta;

## Scaletta

### Montichiari
1. Ouverture
2. Il jolly
3. Guai
4. Mentre aspetto che ritorni
5. Voyeur
6. Magari
7. Fantasmi
8. Motel
9. Un uomo da bruciare
10. A braccia aperte
11. L'esempio
12. Fortuna
13. Nell'angolo (con Jasmine)
14. Mi ameresti
15. Immi ruah
16. Fermoposta
17. Periferia
18. Mi chiamo aria
19. Più su
20. Dammi (Jasmine)
21. Sogni di latta
22. Una vita fa
23. Resisti
24. D'aria e di musica
25. Uomo, no
26. La vita è un dono

## Formazione
- Mark Harris - pianoforte
- Danilo Madonia - tastiere e pre-produzione
- Vincenzo Mancuso - chitarra
- Giorgio Cocilovo - chitarra
- Paolo Costa - basso
- Elio Rivagli - batteria
- Rosario Jermano - percussioni
- Remo Righetti - coordinamento tecnico-musicale e gestione pro tools

## Riconoscimenti
Per questo tour Renato Zero ha vinto il premio per la miglior tournée ai Telegatti 2007, battendo Eros Ramazzotti e Ligabue.